# بخش سانتا ماریا دل مار
بخش سانتا ماریا دل مار (به اسپانیایی: Distrito de Santa María del Mar) یک بخش در پرو است که در استان لیما واقع شده‌است. بخش سانتا ماریا دل مار ۹٫۸۱ کیلومتر مربع مساحت و ۹۹۹ نفر جمعیت دارد.